# Катинський розстріл

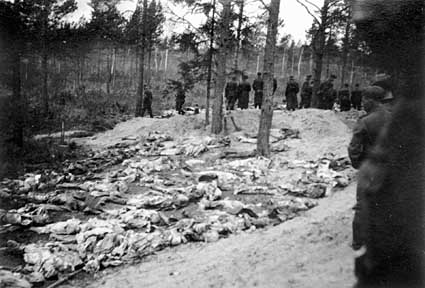
Ексгумація катинської могили. 1943.

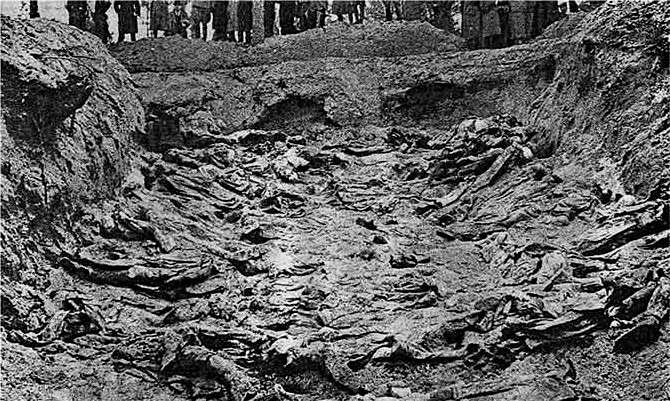
Ексгумація катинської могили. 1943.

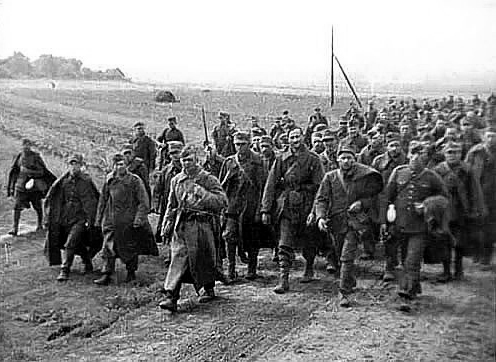
Польські полонені

Кати́нський ро́зстріл (пол. zbrodnia katyńska) — узагальнена назва воєнного злочину, масової страти польських громадян, здійсненої органами НКВС СРСР за цілком секретним наказом партійно-державного керівництва СРСР (рішення Політбюро ЦК ВКП (б) від 5 березня та 5 квітня 1940 року) одночасно у декількох місцях — головним чином у Катинському лісі (поблизу села Катинь Смоленської області), в тюрмі міста Калінін (нині Твер) та в Харкові навесні 1940 року.
Як свідчать виявлені в 1990 і 1992 роках документи, розстріли проводили за рішенням особливої Трійки НКВС СРСР відповідно до постанови Політбюро ЦК ВКП(б) від 5 березня 1940 року.
Відповідно до висновків німецької комісії Г. Бутца і міжнародних комісій 1943 року, органи НКВС проводили розстріли й поховання в Катинському лісі як у 1940 році, так і раніше — в 1920—1930-х роках.
Ці висновки були підтверджені у 1990—2004 роках Головною військовою прокуратурою РФ, що констатувала винесення «трійкою НКВС» смертних вироків 14 542 польським військовополоненим, і достеменно встановлена смерть 1803 осіб.
Керівництво СРСР до 1990 року заперечувало свою причетність до цих розстрілів. Відповідно до радянської офіційної версії (комісія Миколи Бурденка), польські громадяни були розстріляні в Катині 1941 року німецькими окупаційними військами. Сьогодні цю вже маргінальну версію підтримують деякі російські публіцисти.
28 квітня 2010 року за рішенням Президента РФ Дмитра Медведєва розсекречено архівні документи Катинського злочину з так званого «пакету № 1», які підтверджують провину СРСР.
21 жовтня 2013 року судді Великої Палати ЄСПЛ констатували факт вчинення керівництвом і силовими структурами радянської Росії воєнного злочину — масового вбивства польських військовополонених, а також факт невдалої спроби СРСР перекласти вину у вчиненні цього злочину на нацистський режим Третього Рейху на Нюрнберзькому процесі.

## Окупація Польщі
1 вересня 1939 року Німеччина напала на Польщу. 17 вересня на територію Польщі вступили частини Червоної Армії. Відповідно до норм тогочасного міжнародного права, СРСР вчинив військову агресію проти Польщі, окупувавши військовою силою її східні території. Польське командування віддало наказ не чинити опір радянським військам, однак на місцях опір спонтанно чинився. Безповоротні втрати радянської сторони в результаті бойових зіткнень склали в цілому 1475 осіб, польської — 3500 осіб.
Польський генерал Владислав Андерс, що пораненим потрапив у радянський полон, у спогадах писав:
| У Старому Самборі мене відвели до командарма Тюленева. Він прийняв мене, оточений принаймні двадцятьма офіцерами. І відразу накинувся з докорами — навіщо я не здався відразу, вчинив опір, внаслідок якого Червона Армія, що по-братерськи ввійшла у Польщу, щоб звільнити народ від «панів та капіталістів», втратила 18 танків і багато «бійців» (солдат). На моє зауваження, що Совіти порушили договір [14] і без яких-небудь на те підстав зайняли польську територію, я одержав таку відповідь: — У Радянського Союзу своя політика. Цей аргумент мені доводилося чути ще не раз. |
Червона Армія, просунувшись у результаті наступу до узгодженої з Німеччиною лінії поділу Польщі (що була близька до так званої «лінії Керзона»), зайняла території Західної України і Західної Білорусі, які раніше за Ризьким мирним договором 1921 року більшовики передали до складу Польщі. Ці дії стали можливими в результаті підписання таємного протоколу до радянсько-німецького Пакту про ненапад (1939) й вже тодішнім радянським керівництвом неофіційно називалися «четвертим поділом Польщі» таке найменування вживається і в сучасній російській історіографії. (Див. Вторгнення СРСР до Польщі)
У ході бойових дій німецькі війська захопили 420 тисяч полонених, Червона Армія — 250 тисяч. Відомі випадки розстрілу полонених як німецькими військами, так і червоноармійцями. Так, після захоплення Гродно 22 вересня радянські війська розстріли на місці 300 захисників міста, включно з командиром корпуса Ольшином-Вільчинським і його ад'ютантом; наступного дня в Мокшріанах було розстріляно 150 морських офіцерів, що відступали на Брест. Розстріли відбувалися і в інших місцях, включаючи Львів.

## Полонені й інтерновані
19 вересня 1939 наказом НКВС № 0308 було створене Управління у справах військовополонених й інтернованих (УПВІ) при НКВС СРСР й організовано 8 таборів для утримання польських військовополонених (Осташковський, Юхновський, Козельський, Путивльський, Козельщанський, Старобільский, Южський і Оранський). Начальником управління був призначений майор П. К. Сопруненко.
Усього в ході просування Червоної Армії було захоплено від чверті мільйона до півмільйона польських громадян, серед яких були як військовослужбовці польської армії, так й інші особи, що чинили збройний опір.
За рішенням Політбюро ЦК ВКП(б) від 3 жовтня 1939 року, рядових та унтер-офіцерів, уродженців територій Польщі, що відійшли до СРСР, розпустили по домівках, а понад 40 тис. жителів західної й центральної Польщі передали Німеччині. Військовополонені, що залишилися, були розподілені в такий спосіб:
| Категорія                | Розміщення                                     | Кількість осіб | Примітка  |
| ------------------------ | ---------------------------------------------- | -------------- | --------- |
| Офіцерський склад        | Старобільський табір                           | 4 000          |           |
| Офіцерський склад        | Козельський табір                              | 5 000          |           |
| Жандарми, поліцейські    | Осташковський табір (Калінінська область)      | 4 700          |           |
| Рядові та молодший склад | будівництво дороги Новоград-Волинський — Львів | 18 000         |           |
| Рядові та молодший склад | Наркомчормет на роботу в Криворізькому басейні | 10 000         | приблизно |
| РАЗОМ                    |                                                | 41 700         | приблизно |

Серед арештованих поляків (цивільних) були такі відомі в майбутньому діячі, як майбутній президент Польщі Войцех Ярузельський і майбутній прем'єр-міністр Ізраїлю Менахем Бегін. Генерал Владислав Андерс, який утримувався у внутрішній в'язниці НКВС на Луб'янці, згадував, що він постійно чув від радянських військових і співробітників держбезпеки таке: 
| "ми з Німеччиною тепер дійсні друзі й разом виступимо проти світового капіталізму. Польща вислужувалася перед Англією, тому загибель її була неминучою. Польщі більше ніколи не буде"[13] |
Узимку 1940 року осадників було вислано в Сибір на лісоповал. На початку весни до 26 тис. родин військовополонених, а також представники деяких інших категорій польського населення були депортовані на спецпоселення, головним чином у Північний Казахстан та Сибір.
У той же самий час від офіцерів, що утримувалися в трьох таборах — Осташковському, Козельському і Старобільському, — перестали надходити листи, які раніше регулярно доходили до родин через Міжнародний Червоний Хрест. З квітня-травня 1940 року родини цих офіцерів більше не одержали жодного листа.

## Розстріл

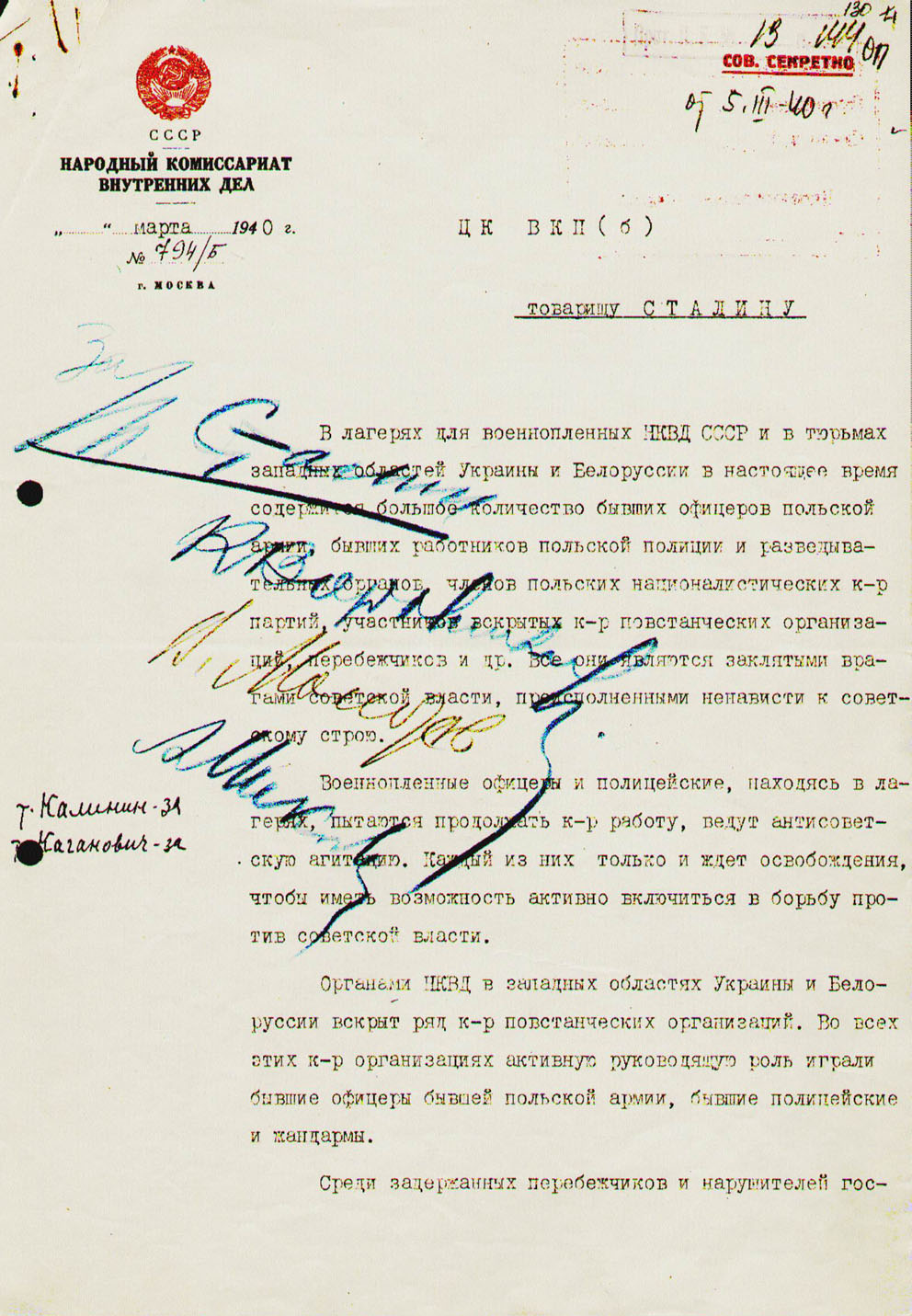
Записка Берії Сталіну

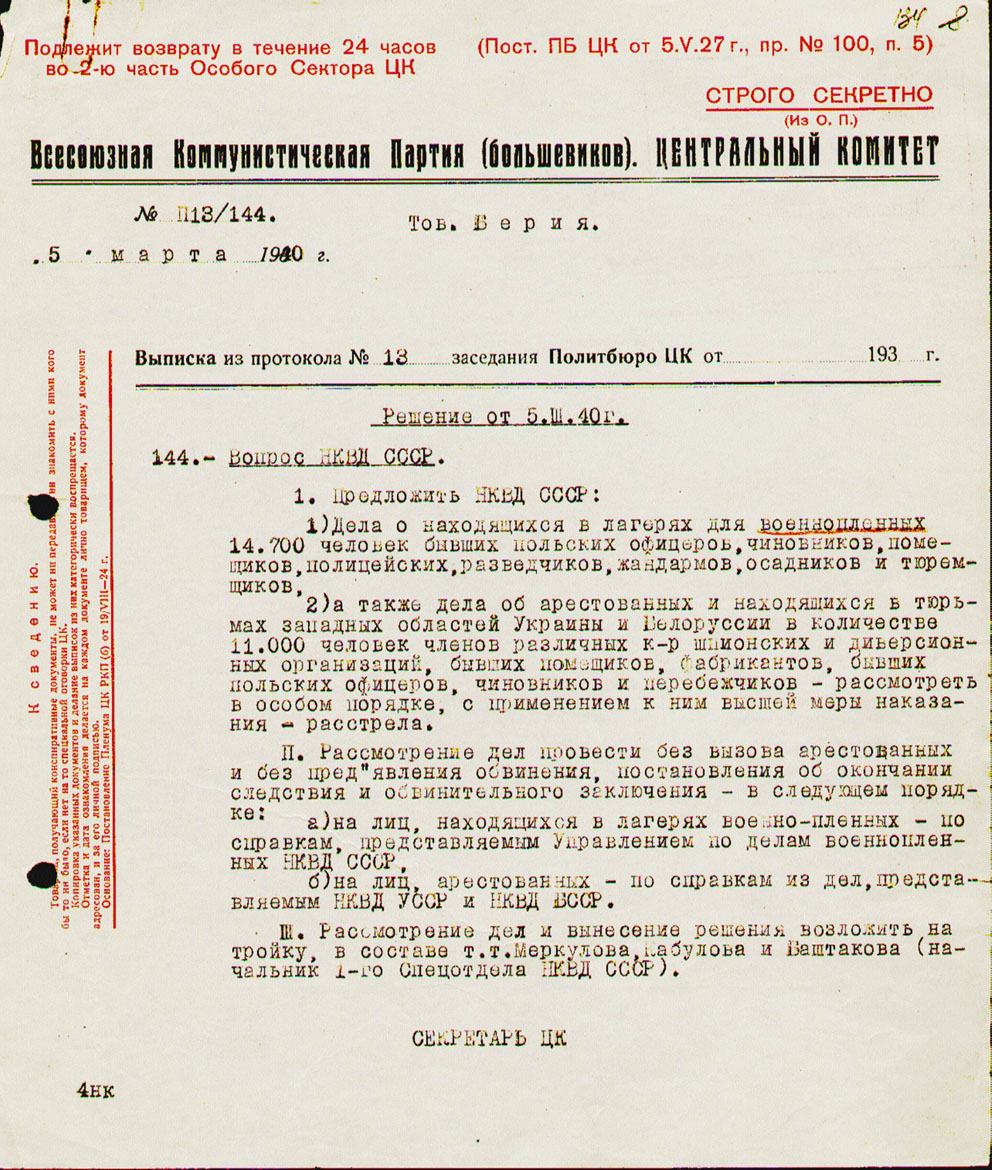
Рішення Політбюро ЦК ВКП(б) від 5 березня 1940 р.

Як свідчать опубліковані в 1992 році документи, 3 березня 1940 (дату встановлено за номером записки) народний комісар внутрішніх справ Л. Берія запропонував Політбюро:

| У таборах для військовополонених НКВС СРСР й у в'язницях західних областей України й Білорусі на сьогодні утримується велика кількість колишніх офіцерів польської армії, що були працівниками польської поліції й розвідувальних органів, членів польських націоналістичних контрреволюційних партій, учасників розкритих контрреволюційних повстанських організацій, перебіжчиків й ін. Всі вони є заклятими ворогами радянської влади, сповненими ненависті до радянського ладу. <...> У таборах для військовополонених утримується всього (не враховуючи солдатів та унтер-офіцерського складу) 14736 колишніх офіцерів, чиновників, поміщиків, поліцейських, жандармів, тюремників, осадників і розвідників, за національністю понад 97 % - поляки. <...> Виходячи з того, що всі вони є закоренілими, непоправними ворогами радянської влади, НКВС СРСР вважає за необхідне: <...> Справи військовополонених, що перебувають у таборах — 14 700 осіб колишніх польських офіцерів, чиновників, поміщиків, поліцейських, розвідників, жандармів, осадників і тюремників, а також справи арештованих із західних областей України й Білорусі в кількості 11 000 осіб членів різних к-р шпигунських і диверсійних організацій, колишніх поміщиків, фабрикантів, колишніх польських офіцерів, чиновників й перебіжчиків — розглянути в особливому порядку, із застосуванням до них вищої міри покарання — розстрілу.[31][32] |
Використовуючи інформацію НКВС, Політбюро ВКП(б) — вищий керівний орган комуністичної партії більшовиків СРСР — 5 березня 1940 року ухвалив рішення вбити шляхом розстрілу понад 21 000 польських військовополонених та польської інтелігенції. В історичній літературі цей епізод злочину радянського режиму відомий як катинський розстріл
Для знищення ув'язнених Осташковського табору приготували Калінінську в'язницю, заздалегідь звільнену від інших ув'язнених. Одночасно неподалік від Калініна, в селищі Мєдноє, екскаваторами вирили кілька величезних ям. Такі ж ями викопали й поруч із Катинню, неподалік Смоленська.
З початку квітня військовополонених почали вивозити на розстріл ешелонами по 350—400 осіб. Жертвам повідомляли, що їх готують до відправлення на батьківщину.
Майор Адам Сольський, відправлений етапом із Козельського табору 7 квітня, записував у своєму (згодом знайденому німецькою комісією Г. Бутца) щоденнику:

| 8 квітня. З 12 години стоїмо в Смоленську на запасній колії. 9 квітня. Підйом у тюремних вагонах і підготовка на вихід. Нас кудись перевозять у машинах. Що далі? Зі світанку день починається якось дивно. Перевезення в боксах «ворона» (страшно). Нас привезли кудись у ліс, схоже на дачне місце. Ретельний обшук. Цікавилися моєю обручкою, забрали рублі, ремінь, складаного ножика, годинника, який показував 6.30… |
На цьому щоденник обривається.
Страти продовжувались з початку квітня до середини травня 1940 року. Після розстрілів у Москву відправили телеграму: «Операция по разгрузке лагерей закончена».
Представники СРСР не могли надати вичерпної та зрозумілої відповіді на неодноразові запити польського уряду в Лондоні щодо зниклих польських військовополонених протягом 1940—1943 р. Можливість захоплення та страти польських військовослужбовців частинами Вермахту при наступі в 1941 р., що стало офіційною версією СРСР пізніше, після 1943 року, коли масові місця поховань були знайдені та відкриті німцями, у відповідях польській стороні на запити впродовж 1941—1943 р. — навіть не розглядалася. Під час Нюрнберзького процесу над злочинами головних функціонерів Третього Рейху радянська сторона звинувачення намагалася звинуватити нацистів за скоєння власного радянського злочину масового вбивства польських військовополонених та інтелігенції, однак радянська версія причетності нацистів до катинських розстрілів трибуналом була відкинута.
3 березня 1959 року в цілком таємній доповідній записці нр. Н-632-Ш на ім'я Хрущова голова КДБ Шелєпін запропонував знищити 21 857 особових справ розстріляних польських громадян. Пропозицію було затверджено і виконано. За даними цієї записки усього було розстріляно 21 857 осіб, з них у Катині 4 421 осіб, у Харкові 3 820 осіб, у Калініні 6 311 осіб й 7 305 осіб у таборах і в'язницях Західної України й Західної Білорусі.
| місце розстрілу, згідно з даними «Записки…» Шелепіна             | кількість людей |
| ---------------------------------------------------------------- | --------------- |
| у Катинському лісі (Смоленська область)                          | 4 421           |
| у Старобільському таборі                                         | 3 820           |
| в Осташковському таборі (Калінінська область)                    | 6 311           |
| в інших таборах і в'язницях Західної України й Західної Білорусі | 7 305           |
| Усього                                                           | 21 857          |

Ця акція стала ударом по всій польській інтелігенції, оскільки серед страчених були не тільки кадрові офіцери, але й офіцери воєнного часу — мобілізовані адвокати, журналісти, інженери, учителі, лікарі і т. д., включаючи університетських професорів, яких тільки в Козельському таборі перебувало 20 чоловік.
Одночасно аналогічні акції, за особистим наказом Гітлера, відбувалися й у нацистському «Генерал-губернаторстві». З 1 березня до кінця травня там було арештовано близько 3 тисяч найвидніших поляків — учених, фабрикантів, громадських діячів тощо. Всі вони були розстріляні в Пальмірах під Варшавою.

## Нагородження виконавців
Всі виконавці злочинного наказу — від рядового ката до вищого керівництва Радянського Союзу і НКВС були того ж року нагороджені. Практично повний список причетних до Катинського злочину являє собою секретний наказ № 001365, виданий 26 жовтня 1940 року — про нагородження великої групи співробітників НКВС за виконання «особливо важливого завдання».
Російський історик Микита Петров, який дослідив історію цього наказу, підкреслив, що в звичайних випадках нагородження виконавців оформлювалося звичайними відкритими наказами. Їх нагороджували зброєю, значками почесного чекіста тощо. Накази з двома нулями були цілком секретними наказами і зазвичай стосувалися працівників НКВС-НКДБ, які відзначилися за кордоном. Їх імена не можна було розголошувати, тому вони називалися в цілком секретному наказі. За наказом № 001365 виконавці нагороджувались тільки грошима, тобто нічим таким, що могло б залишити помітний знак. Суми нагороди були від місячного окладу до 800 рублів. Цілком таємно характер цього наказу був унікальний, іншого такого в історії СРСР не було.

## Походження доказів злочину
22 лютого 1990 року завідувач Міжнародним відділом ЦК КПРС, Секретар ЦК КПРС Валентин Фалін надіслав Михайлу Горбачову записку з інформацією про знайдені в Особливому архіві та Центральному Державному архіві СРСР документи, які є свідченнями вчинення цього злочину керівництвом СРСР та НКВС. Також Фалін запропонував звинуватити в організації цього злочину Берія та Меркулова:
| Виявлені вченими матеріали, а ними, безсумнівно, розкрита лише частина схованок, в поєднанні з даними, на які спирається у своїх оцінках польська сторона, навряд чи дозволять нам далі дотримуватися колишніх версій і ухилятися від підведення риски... Мабуть, з найменшими витратами пов'язаний наступний варіант... Можна зробити висновок про те, що загибель польських офіцерів у районі Катині — справа рук НКВД і персонально Берії та Меркулова. |

## Розгляд справи Європейським Судом
Справу було розпочато відповідно до заяв (№ № 55508/07 і 29520/09) проти Російської Федерації, поданих до Європейського Суду з прав людини п'ятнадцятьма громадянами Польщі 19 листопада 2007 і 24 травня 2009 року.

### Позиція польської Сторони
1. Заявники, родичі вбитих військовополонених, скаржилися на те, що нинішня російська влада не провела адекватного та ефективного розслідування цього вбивства, чим порушила статтю 38 Конвенції[43] — «Суд розглядає справу разом з представниками сторін і, у разі необхідності, проводить розслідування, для ефективного здійснення якого заінтересовані Високі Договірні Сторони створюють усі необхідні умови.»[44]. Більше того, вона засекретила значну частину матеріалів, включаючи постанову про закриття справи — як таку, що являє собою державну таємницю Росії[45].
2. Заявники звинуватили Росію в порушенні статті 3 Конвенції, яка забороняє тортури і катування. На думку Заявників, катування полягало у тривалому запереченні історичного факту і приховуванні інформації про долю їхніх родичів, поряд зі зневажливими і суперечливими відповідями російської влади на їхні запити про надання інформації, що є поводженням нелюдським або таким, що принижує їхню гідність[46].

### Позиція Уряду Росії
Уряд Росії представляв Георгій Матюшкин, Представник Російської Федерації в Європейському Суді з прав людини. Аргументи Уряду Росії в ЄСПЛ по справі катинського розстрілу полягали в наступному:
1. На момент вбивства Конвенції ще не існувало, а значить, не можна звинувачувати Росію в неправильності розслідування[47]. Росія взагалі не зобов'язана була це розслідувати, однак розслідувала — роблячи ласку Польщі[48].
2. Суд не має права характеризувати Катинський розстріл як воєнний злочин тому, що «Катинські події» в 1940 році воєнним злочином ще не вважалися[48].
3. Ніяких зобов'язань і відповідальності за розстріл військовополонених Росія не несе[48].

### Позиція суддів ЄСПЛ
У 2012 році судді Великої Палати ЄСПЛ, розглянувши встановлені і підтверджені раніше факти, які не оскаржуються Росією і Польщею, констатували таке:
1. Масове вбивство польських військовополонених «радянською таємною поліцією» (НКВС) мало ознаки воєнного злочину[50]. Рішення про вбивство було підписано Й. Сталіним, К. Ворошиловим, А. Мікояном, В. Молотовим, М. Калініним і Л. Кагановичем[51].
2. Душевні страждання тих Заявників, які народилися після вчинення цього злочину, не можуть вважатися наслідком тортур і катувань — на відміну від тих Заявників, які народилися до вчинення злочину: вдови і діти вбитих[46].
3. Немає жодних сумнівів, що в той час, коли було скоєно масове вбивство польських військовополонених, існували досить точні норми міжнародного гуманітарного права, які забороняли такі дії і були обов'язковими для Радянського Союзу. Це масове вбивство становить воєнний злочин згідно з сенсом міжнародного права[52].
4. З погляду міжнародного права немає жодних сумнівів в тому, що, попри зміни урядів, Росія завжди існувала як одна і та сама держава. СРСР був пов'язаний міжнародними зобов'язаннями царської Росії. У відповідності до міжнародного публічного права, договірні зобов'язання не закінчуються із зникненням держави, що ратифікувала договір, а передаються державі-наступниці. Російська Федерація є правонаступником колишнього СРСР, успадкувавши зобов'язання, узяті радянським керівництвом[53].
5. На Нюрнберзькому процесі радянський прокурор спробував звинуватити провідних нацистів в «Катинській різанині»[54], зокрема Германа Герінга і Альфреда Йодля.
6. Влада Росії не розглянула справу разом із представниками сторін, не провела ефективного розслідування злочину і не створила для цього усі необхідні умови, чим порушила статтю 38 Конвенції[55].

Таким чином, судді ЄСПЛ констатували факт вчинення керівництвом і силовими структурами радянської Росії воєнного злочину — масового вбивства польських військовополонених, однак при цьому Суд визнав, що рішення про передачу засекреченої інформації може бути ухвалене тільки урядом Росії. Через відсутність подальшого руху у розслідуванні справи ЄСПЛ не має законних підстав розглядати її по суті, оскільки відповідальність за ефективний розгляд справи цілком лежить на національних судових органах Росії:
| Палата встановила, що масове вбивство польських військовополонених радянською таємною поліцією мало ознаки воєнного злочину, але в період після 5 травня 1998 року не було отримано або розкрито жодної інформації, яка могла б відновити процедурне зобов'язання провести розслідування, чи підняти нові або більш широкі питання. Палата дійшла висновку, що, відповідно, не було ніяких елементів, здатних перекинути міст між далеким минулим і недавнім часом після ратифікації Конвенції, і що існування особливих обставин, які виправдовують зв'язок між стратою і ратифікацією, не було продемонстровано. У світлі цих міркувань, Палата ухвалила, що Суд не має компетенції ratione temporis розглядати по суті скаргу відповідно до статті 2 Конвенції[50]. |
ЄСПЛ зазначив, що уряд повинен вилучити з документів чутливі (що являють собою таємницю) місця, і в такому вигляді надати ці документи потерпілим та Суду. Проте Уряд Росії категорично відмовився надати цей документ, пославшись на його надсекретність.
Таким чином, ЄСПЛ залишив у силі своє ж Рішення від 16 квітня 2012 року, в пункті 140 якого зазначено, що «масове вбивство польських військовополонених радянською таємною поліцією має ознаки воєнного злочину. Гаазька конвенція 1907 і Женевська конвенція 1929 років забороняли акти насильства та жорстокого поводження з військовополоненими, вбивства військовополонених являють собою „воєнний злочин“ за сенсом статті 6 (б) Нюрнберзького Статуту 1945 року».

### Реакція ЗМІ Росії
Після ухвалення Рішення ЄСПЛ, російські ЗМІ відреагували у дусі заголовків «Справу вирішено на користь Росії», «Польща незадоволена» тощо. При цьому деякі ЗМІ Росії розповсюдили брехливу, маніпулятивну інформацію, якою стверджувалося, що нібито Росія не винна в масовому розстрілі поляків. Так журналісти видання «Московскіє новості» Катерина Буторина і Міхаїл Мошкін в статті «За Сталіна не відповідаємо» урочисто написали, що «Росія не винна в масовому розстрілі поляків в 1940 році під Катинню. Поляки намагалися довести в Страсбурзі, що в 1940 році тисячі людей були запроторені органами НКВС в табори, а потім страчені — у Харкові, в Твері і під Катинню. Польська сторона майже повністю програла цю справу. Навіть ті поляки, чиї права ЄСПЛ визнав порушеними, згідно з прийнятою постановою не отримають ні цента як компенсацію моральних страждань»
Інше видання, «Правда.ру», у статті «Катинь: вмокнули в бруд, не осуджуючи» відреагувало більш аґресивно, зазначивши, що «вмочувати Росію обличчям в бруд європейським суддям приносить величезне задоволення».

## Фатальний збіг

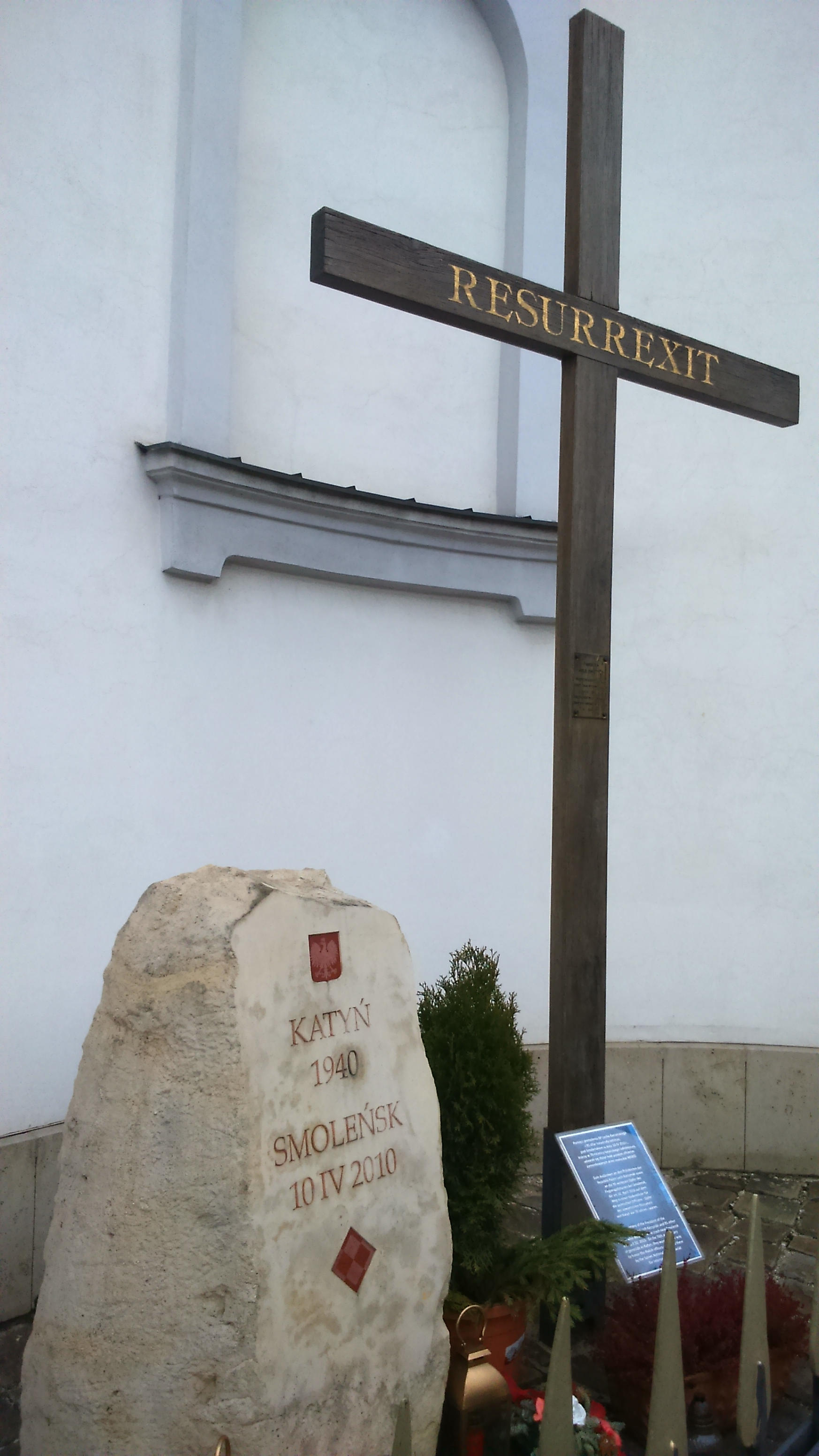
Меморіальний камінь Катинському розстрілу та катастрофі польського літака у Смоленську, розміщений у Gardekirche, Відень.

Рівно через 70 років майже на тому самому місці (в околицях Смоленська) сталась нова трагедія (авіакатастрофа), в якій загинув президент Польщі Лех Качинський, низка високопосадовців країни, громадських діячів та представників духовенства — всього 96 осіб (включно з 7 членами екіпажу).

## Виноски
1. ↑  Убиты в Катыни. Книга памяти польских военнопленных - узников Козельского лагеря НКВД, расстрелянных по решению Политбюро ЦК ВКП(б) от 5 марта 1940 года (PDF). Мемориал. 2015. ISBN 978-5-78700-123-5. Архів оригіналу (PDF) за 3 травня 2016. Процитовано 13 червня 2020.
2. 1 2  Радіо Свобода: Полный список палачей. [Архівовано 22 грудня 2017 у Wayback Machine.] 19.12.2017
3. ↑  Записка Шелепина Хрущеву. Архів оригіналу за 27 вересня 2007. Процитовано 24 листопада 2007.
4. ↑  Звіт професора медицини доктора Бутца. Архів оригіналу за 27 вересня 2007. Процитовано 24 листопада 2007.
5. ↑  Відповідь ГВП на лист товариства «Мемориал». Архів оригіналу за 5 червня 2011. Процитовано 24 листопада 2007.
6. ↑  «Катынский ревизионизм», фальсификация истории. Архів оригіналу за 5 лютого 2012. Процитовано 15 березня 2012.
7. ↑  Ю. И. Мухин. Катынский детектив. Архів оригіналу за 24 березня 2012. Процитовано 14 березня 2012.
8. ↑  Рассекреченные архивные документы по проблеме Катыни из «пакета № 1». Архів оригіналу за 1 травня 2010. Процитовано 28 квітня 2010.
9. ↑  [Решение ЕСПЧ по делу «Яновец и другие против Российской Федерации». Архів оригіналу за 25 червня 2014. Процитовано 19 червня 2014.(рос.) Решение ЕСПЧ по делу «Яновец и другие против Российской Федерации»]
10. ↑  Наказ Верховного головнокомандувача польської армії Е.Ридз-Смігли у зв'язку з наступом радянських військ, Кути, 17 вересня 1939: Наказ, знайдений лише в копії, у першій публікації був датований 18 вересня
11. ↑  Архівована копія. Архів оригіналу за 14 жовтня 2007. Процитовано 24 листопада 2007.{{cite web}}:  Обслуговування CS1: Сторінки з текстом «archived copy» як значення параметру title (посилання)
12. ↑  Мельтюхов М, «Советско-польские войны», ISBN 5-7838-0951-9
13. 1 2  Владислав Андерс. Без останньої глави. Архів оригіналу за 25 Листопада 2007. Процитовано 24 Листопада 2007.
14. ↑  Між СРСР і Польщею на той час діяв Договір про ненапад 1932 року.
15. ↑  Смертельное объятие: Гитлер, Сталин и нацистско-советский пакт, 1939—1941 [Архівовано 13 серпня 2007 у Wayback Machine.]// Международные коалиции и договоры накануне и во время Второй мировой войны. М., ИНИОН РАН, 1990
16. ↑  Краткая история Советского Союза (американский взгляд). Архів оригіналу за 29 травня 2017. Процитовано 24 листопада 2007.
17. 1 2  Н. С. Лебедева, «Четвертый раздел Польши и катынская трагедия» [Архівовано 17 травня 2011 у Wayback Machine.], «Другая война. 1939—1945», М.: РГГУ, 1996
18. ↑  Анджей Пачковски, Павел Совински, Дариуш Стола. Поляки на фронтах II Мировой войны. Архів оригіналу за 31 березня 2013. Процитовано 27 березня 2022.
19. ↑  КАТЫНЬ Пленники необъявленной войны. Под общей редакцией академика А. Н. Яковлева [Архівовано 12 жовтня 2008 у Wayback Machine.] М., 1999 ISBN 5-89511-002-9
20. ↑  А.Татаренко. Недозволенная память: Западная Беларусь в документах и фактах, 1921—1954". СПб, 2007. Цит. по:  [Архівовано 9 березня 2009 у Wayback Machine.]
21. ↑  Катынь. Документы… Документ № 11
22. ↑  Молотов на V сессии Верховного Совета 31 октября цифра «примерно 250 тыс.»
23. ↑  Мельтюхов М. И. Отчёт Украинского и Белорусского фронтов Красной Армии, с. 367.
24. ↑  Катынь. Документы… Документ № 37
25. ↑  Катынь. Документы… Документ № 76
26. ↑  И. С. Яжборовская, А. Ю. Яблоков, B.C. Парсаданова Катынский синдром в советско-польских и российско-польских отношениях Глава 2 [Архівовано 29 травня 2008 у Wayback Machine.] ISBN 5-8243-0197-2
27. ↑  Реферат: Катынская трагедия. Архів оригіналу за 28 вересня 2007. Процитовано 24 листопада 2007.
28. ↑  В. В. Снегирев «Это было в Старобельске. Эхо Катынской трагедии: Свидетели и документы рассказывают» [Архівовано 26 вересня 2007 у Wayback Machine.] Луганск, 2004. ISBN 5-7707-1244-9
29. 1 2  Уинстон Черчилль Вторая мировая война Том 3. Часть 42 [Архівовано 28 вересня 2007 у Wayback Machine.] У шести томах. Книга друга. Том 3-4. «Военное издательство», 1991 ISBN 5-203-00706-3
30. ↑  «Катынь — боль не только Польши, но и России» (Выступление Лебедевой Н. С.). Архів оригіналу за 27 вересня 2007. Процитовано 24 листопада 2007.
31. ↑  Записка НКВС СРСР  про польських військовополонених написана не пізніше 5 березня 1940 р. й підписана Л. П. Берія. Архів оригіналу за 27 Вересня 2007. Процитовано 24 Листопада 2007.
32. 1 2  Вопросы истории", 1993, № 1, стр. 7-22
33. ↑  Общая информация о катынском преступлении [Архівовано 5 лютого 2012 у Wayback Machine.] (рос.)
34. ↑  Дневник майора Сольского (отрывок)
35. ↑  Архівована копія. Архів оригіналу за 28 травня 2008. Процитовано 24 листопада 2007.{{cite web}}:  Обслуговування CS1: Сторінки з текстом «archived copy» як значення параметру title (посилання)
36. 1 2  Записка Берии Сталину и Молотову о проверке списка Сикорского. Архів оригіналу за 11 липня 2012. Процитовано 15 березня 2012.
37. ↑  Katyn massacre. Архів оригіналу за 21 березня 2012. Процитовано 31 березня 2012.
38. ↑  Записка голови КДБ при РМ СРСР А. Н. Шелепіна від 3 березня 1959 р. № 632-Ш із пропозицією ліквідувати всі справи, що стосуються операції, проведеної органами НКВС відповідно до постанови ЦК ВКП(б) від 5 березня 1940 р. Архів оригіналу за 1 серпня 2012. Процитовано 24 листопада 2007.
39. ↑  Семиряга М. И. Глава «Преступление в Катыни» [Архівовано 27 вересня 2007 у Wayback Machine.] з книги Тайны сталинской дипломатии 1939—1941 М.: Высшая школа, 1992
40. ↑  Леопольд Ежевский КАТЫНЬ 1940 [Архівовано 20 грудня 2007 у Wayback Machine.]
41. ↑  В. М. Алексеев. Варшавского гетто больше не существует. [Архівовано 28 червня 2007 у Wayback Machine.] М., 1998, стр.24
42. ↑  [РГАНИ. Ф. 89. Оп. 14. Д. 1. Л. 49-52. Копия. Машинопись. Архів оригіналу за 6 травня 2015. Процитовано 19 червня 2014.(рос.) РГАНИ. Ф. 89. Оп. 14. Д. 1. Л. 49-52. Копия. Машинопись.]
43. ↑  стор. 25 Рішення
44. ↑  Конвенція про захист прав людини і основоположних свобод. Архів оригіналу за 3 лютого 2014. Процитовано 19 червня 2014.
45. ↑  стор. 16 Рішення
46. 1 2  стор. 46 Рішення
47. ↑  стор. 28 Рішення
48. 1 2 3  стор. 29 Рішення
49. ↑  стор. 4 Рішення
50. 1 2  стор. 27 Рішення
51. ↑  стор. 6 Рішення
52. ↑  стор. 78 Рішення
53. ↑  стор. 90-91 Рішення
54. ↑  стор. 91 Рішення
55. ↑  стор. 67 Рішення
56. ↑  стор. 61 Рішення
57. ↑  CASE OF JANOWIEC AND OTHERS v. RUSSIA[недоступне посилання з липня 2019]
58. ↑  ЕСПЧ, Катынь и ящик Пандоры[недоступне посилання з липня 2019]
59. ↑  В связи с распространившимися в интернете утверждениями, что Европейский Суд по правам человека признал Россию невиновной…[недоступне посилання з липня 2019]
60. ↑  За Сталина не отвечаем[недоступне посилання з липня 2019]
61. ↑  Катынь: макнули в грязь, не осуждая[недоступне посилання з липня 2019]
62. ↑  Lista pasażerów i załogi samolotu TU-154 [Архівовано 13 квітня 2010 у Wayback Machine.] (пол.)
63. ↑  Ігор Мельник. Дві Катинські трагедії // Zbruch, 10.04.2015. Архів оригіналу за 14 квітня 2015. Процитовано 11 квітня 2015.